# Salomona dublona
Salomona dublona är en insektsart som beskrevs av Willemse, C. 1951. Salomona dublona ingår i släktet Salomona och familjen vårtbitare. Inga underarter finns listade i Catalogue of Life.